# کرنپا سووپسکا
کرنپا سووپسکا (به لهستانی:  Krępa Słupska) یک روستا در لهستان است که در گمینا سووپسک واقع شده‌است. کرنپا سووپسکا  ۳٬۰۰۰ نفر جمعیت دارد.